# Eustictus catulus
Eustictus catulus är en insektsart som först beskrevs av Philip Reese Uhler 1894.  Eustictus catulus ingår i släktet Eustictus och familjen ängsskinnbaggar. Inga underarter finns listade i Catalogue of Life.